# Matchroom League 1987
Die Rothmans Matchroom League 1987 war ein professionelles Snooker-Einladungsturnier. Die Erstausgabe des Turnieres wurde als Liga zwischen Januar und Mai 1987 im Rahmen der Saison 1986/87 an verschiedenen Orten im Vereinigten Königreich ausgetragen. Sieger des Turnieres wurde Steve Davis; auf Platz 2 der Abschlusstabelle landete Neal Foulds. Das höchste Break gelang Terry Griffiths mit 136 Punkten.

## Preisgeld
Veranstaltet wurde das Turnier von Matchroom Sport, daneben sponserte auch Rothmans das Turnier. Insgesamt wurden 74.800 Pfund Sterling an Preisgeldern ausgeschüttet. Eine feste Preisgeldsumme erhielt nur der Sieger in Höhe von 50.000 Pfund Sterling. Alle Spieler bekamen aber für jeden gewonnenen Frame 1.000 £. Als Sonderpreisgeld für das höchste Break wurden 2.400 £ ausgeschüttet.

## Turnierverlauf
Am Turnier nahmen acht Spieler teil, die beim Veranstalter, Barry Hearns Matchroom Sport, unter Vertrag standen. Das Turnier wurde als Jeder-gegen-jeden-Turnier ausgetragen. Die Spiele fanden dabei an verschiedenen Orten im Vereinigten Königreich statt. Jedes Gruppenspiel ging über genau acht Frames, auch Unentschieden waren somit möglich.

### Spiele
Die Auflistung der Spiele folgt der alphabetischen Darstellung der Datenbank CueTracker.
| Spiel | Spieler 1       | Ergebnis | Spieler 2       |
| ----- | --------------- | -------- | --------------- |
| 1     | Steve Davis     | 17:17    | Tony Meo        |
| 2     | Steve Davis     | 17:17    | Willie Thorne   |
| 3     | Steve Davis     | 26:26    | Neal Foulds     |
| 4     | Steve Davis     | 26:26    | Dennis Taylor   |
| 5     | Steve Davis     | 4:4      | Terry Griffiths |
| 6     | Neal Foulds     | 26:26    | Jimmy White     |
| 7     | Neal Foulds     | 26:26    | Cliff Thorburn  |
| 8     | Neal Foulds     | 35:35    | Dennis Taylor   |
| 9     | Terry Griffiths | 35:35    | Tony Meo        |
| 10    | Terry Griffiths | 4:4      | Neal Foulds     |
| 11    | Terry Griffiths | 26:26    | Cliff Thorburn  |
| 12    | Tony Meo        | 4:4      | Neal Foulds     |
| 13    | Tony Meo        | 26:26    | Willie Thorne   |
| 14    | Tony Meo        | 17:17    | Jimmy White     |

| Spiel | Spieler 1       | Ergebnis | Spieler 2       |
| ----- | --------------- | -------- | --------------- |
| 1     | Steve Davis     | 17:17    | Tony Meo        |
| 2     | Steve Davis     | 17:17    | Willie Thorne   |
| 3     | Steve Davis     | 26:26    | Neal Foulds     |
| 4     | Steve Davis     | 26:26    | Dennis Taylor   |
| 5     | Steve Davis     | 4:4      | Terry Griffiths |
| 6     | Neal Foulds     | 26:26    | Jimmy White     |
| 7     | Neal Foulds     | 26:26    | Cliff Thorburn  |
| 8     | Neal Foulds     | 35:35    | Dennis Taylor   |
| 9     | Terry Griffiths | 35:35    | Tony Meo        |
| 10    | Terry Griffiths | 4:4      | Neal Foulds     |
| 11    | Terry Griffiths | 26:26    | Cliff Thorburn  |
| 12    | Tony Meo        | 4:4      | Neal Foulds     |
| 13    | Tony Meo        | 26:26    | Willie Thorne   |
| 14    | Tony Meo        | 17:17    | Jimmy White     |

| Spiel | Spieler 1      | Ergebnis | Spieler 2       |
| ----- | -------------- | -------- | --------------- |
| 15    | Dennis Taylor  | 17:17    | Tony Meo        |
| 16    | Dennis Taylor  | 35:35    | Cliff Thorburn  |
| 17    | Dennis Taylor  | 4:4      | Willie Thorne   |
| 18    | Dennis Taylor  | 4:4      | Terry Griffiths |
| 19    | Cliff Thorburn | 35:35    | Steve Davis     |
| 20    | Cliff Thorburn | 35:35    | Willie Thorne   |
| 21    | Cliff Thorburn | 4:4      | Tony Meo        |
| 22    | Willie Thorne  | 4:4      | Jimmy White     |
| 23    | Willie Thorne  | 4:4      | Neal Foulds     |
| 24    | Willie Thorne  | 35:35    | Terry Griffiths |
| 25    | Jimmy White    | 26:26    | Terry Griffiths |
| 26    | Jimmy White    | 35:35    | Dennis Taylor   |
| 27    | Jimmy White    | 35:35    | Steve Davis     |
| 28    | Jimmy White    | 4:4      | Cliff Thorburn  |

| Spiel | Spieler 1      | Ergebnis | Spieler 2       |
| ----- | -------------- | -------- | --------------- |
| 15    | Dennis Taylor  | 17:17    | Tony Meo        |
| 16    | Dennis Taylor  | 35:35    | Cliff Thorburn  |
| 17    | Dennis Taylor  | 4:4      | Willie Thorne   |
| 18    | Dennis Taylor  | 4:4      | Terry Griffiths |
| 19    | Cliff Thorburn | 35:35    | Steve Davis     |
| 20    | Cliff Thorburn | 35:35    | Willie Thorne   |
| 21    | Cliff Thorburn | 4:4      | Tony Meo        |
| 22    | Willie Thorne  | 4:4      | Jimmy White     |
| 23    | Willie Thorne  | 4:4      | Neal Foulds     |
| 24    | Willie Thorne  | 35:35    | Terry Griffiths |
| 25    | Jimmy White    | 26:26    | Terry Griffiths |
| 26    | Jimmy White    | 35:35    | Dennis Taylor   |
| 27    | Jimmy White    | 35:35    | Steve Davis     |
| 28    | Jimmy White    | 4:4      | Cliff Thorburn  |

### Tabelle
| Pos. | Spieler         | Partien | S | U | N | Frames | Diff. |
| ---- | --------------- | ------- | - | - | - | ------ | ----- |
| 1    | Steve Davis     | 7       | 4 | 1 | 2 | 36:20  | +16   |
| 2    | Neal Foulds     | 7       | 3 | 3 | 1 | 31:25  | +6    |
| 3    | Jimmy White     | 7       | 3 | 2 | 2 | 27:29  | −2    |
| 4    | Terry Griffiths | 7       | 2 | 3 | 2 | 28:28  | ±0    |
| 5    | Dennis Taylor   | 7       | 2 | 2 | 3 | 28:28  | ±0    |
| 6    | Tony Meo        | 7       | 2 | 2 | 3 | 26:30  | −4    |
| 7    | Cliff Thorburn  | 7       | 2 | 2 | 3 | 25:31  | −6    |
| 8    | Willie Thorne   | 7       | 1 | 3 | 3 | 23:33  | −10   |

## Century Breaks
Allen acht Spielern gelang mindestens ein Century Break; insgesamt wurden 12 solcher Breaks von mindestens 100 Punkten gespielt.
| Terry Griffiths | 136, 103 |
| Dennis Taylor   | 125, 110 |
| Jimmy White     | 113      |
| Tony Meo        | 106      |

| Cliff Thorburn | 105, 104 |
| Steve Davis    | 103, 101 |
| Willie Thorne  | 102      |
| Neal Foulds    | 100      |